# Ellwood City
Ellwood City  è una borough degli Stati Uniti d'America, nella contea di Beaver e in parte nella contea di contea di Lawrence nello Stato della Pennsylvania. Secondo il censimento del 2000 la popolazione è di 8.688 abitanti.

## Società

### Evoluzione demografica
La composizione etnica vede una prevalenza della razza bianca (98,22%) seguita da quella afroamericana (0,81%), dati del 2000.
| borough di Ellwood City Popolazione |       |
| 2000                                | 8.688 |
| Stima al 2009                       | 7.921 |